# Desvío km 290
km 290 DC (desvío de cruce) una estación ferroviaria encargada de manejar el empalme entre los ramales CC y G, ubicada en el Departamento Rosario, Provincia de Santa Fe, República Argentina.

## Infraestructura y Servicios
Se trataba de una estación ferroviaria con forma de cabín de señales, ubicada entre las estaciones El Gaucho y Monte Flores de la vía principal del Ferrocarril General Belgrano que une Rosario con Retiro, y empalmaba con la vía de la ex Compañía General de Ferrocarriles en la Provincia de Buenos Aires hacia Buenos Aires pasando por Pergamino, Salto, Mercedes. Fue construida luego de la nacionalización de los ferrocarriles del año 1948 para unificar el ingreso de la trocha angosta (1 m) a la ciudad de Rosario. Contaba con 3 vías y sólo estaba habilitada para el cruce de trenes. Desde mediados de la década de 1990 el edificio se encuentra en ruinas y no cuenta con personal permanente. El empalme se encuentra operativo, aunque no se registra circulación de trenes en el ramal a Pergamino (Buenos Aires) desde principios de 2000.

## Servicios
No presta servicios de pasajeros, sólo de cargas. Sus vías corresponden al Ramal CC del Ferrocarril General Belgrano. Sus vías e instalaciones están a cargo de la empresa estatal Trenes Argentinos Cargas.